# Susan Powell
Susan Powell (Nowra, Nova Gal·les del Sud, Austràlia, 30 de maig de 1967) és una ciclista paralímpica.
En 2007 va sofrir una lesió en la medul·la espinal que va disminuir el moviment i la força de la seva cama dreta. Forma part de l'equip de paraciclisme australià des de 2009, any en el qual va guanyar la prova de contrarellotge en el Campionat del Món de Paraciclisme en Ruta. Va participar en els Jocs Paralímpics de Londres 2012 i va obtenir dues medalles, una d'or en la persecució individual (C4) de ciclisme en pista i una de plata en la contrarellotge individual (C4) de ciclisme en ruta.